# Chartreuse de Galluzzo
La chartreuse de Galluzzo, dite également chartreuse de Florence, ou chartreuse Saint-Laurent de Galluzzo (en Val d'Ema) est un ancien monastère de l'ordre des Chartreux, sis dans le quartier de Galluzzo, à Florence (Italie). Construite au XIVe siècle sur le mont Acuto, à la confluence de l'Ema et de la Greve, la chartreuse fut spoliée d'environ 500 œuvres d'art au début du XIXe siècle par les français. Les moines chartreux expulsés reviennent en 1886 et passent la main aux cisterciens en 1958. En 2017 les bâtiments sont confiés à la 'communauté San Leolino'.

## Histoire
Le monastère est fondé en 1342 par le grand sénéchal du royaume de Naples et noble florentin Niccolò Acciaiuoli, et se développe ensuite au cours des siècles grâce aux dons de bienfaiteurs. Les principes architecturaux édictés en 1084 par saint Bruno en Chartreuse, entre Chambéry et Grenoble, sont respectés: il est alors situé loin de la ville, dans un lieu qui doit rester solitaire et silencieux.
La chartreuse n'accueillit jamais que les dix-huit moines hébergés dans des maisonnettes (constituées de trois pièces, d'un jardin et d'un promenoir privés) organisées autour du grand-cloître au centre duquel se trouve le cimetière.
C'est dans les appartements de ce monastère que Bonaparte retint prisonnier le pape Pie VI en juin 1798.
Après les suppressions des ordres religieux de 1810 à 1866, la chartreuse est vidée de ses moines. Bien que restant propriété d'état les bâtiments sont occupés en 1958 par les cisterciens qui ont rendu accessible au public le vaste complexe architectural.

## Architecture
Depuis la cour des magasins (où les frères convers travaillent encore), un escalier monumental permet d'accéder aux bâtiments conventuels.

### Église San Lorenzo
La fondation de l'église remonte au Trecento ; elle fut transformée au XVIe siècle, époque où fut construite la façade de Giovanni Fancelli donnant sur une grande place, et ensuite par de nombreux ajouts baroques. On remarquera l'effigie de l'évêque Leonardo Buonafede (it) en marbre sur le pavement de l'église, sculpture de Francesco da Sangallo.

### Palais Acciaiuoli
Le palais Acciaiuoli, érigé par Jacopo Passavanti et Jacopo Talenti pour le fondateur de la Certosa, se distingue entre les édifices qui constituent le complexe ; resté interrompu, il est complété vers le milieu du XVIe siècle.

### Pinacothèque
Installée dans le grand réfectoire du palais, elle comporte de nombreuses œuvres dont de nombreux portraits de saints par Orazio Fidani (1550 et 1553), et cinq fresques des Scènes de la Passion extraites du grand cloître, exécutées par le Pontormo (1523 - 1525) pendant son séjour à la Certosa pour échapper à l'épidémie de peste qui sévissait à Florence :
- Prière au jardin des olivier
- Jésus devant Pilate
- La Montée au Calvaire
- Déposition
- Résurrection

### Chiostrino del Colloquio
Il est accessible aux frères convers par le réfectoire et comporte une œuvre de Benedetto da Maiano, San Lorenzo fra due angeli, esquissée en 1496, puis restructurée en terracotta invetriata par Andrea della Robbia.

### Grand cloître
Le centre du grand cloître est en partie occupé par le cimetière des moines. Le nombre des tombes (toujours anonymes) y est strictement celui des cellules, un nouveau décès déplaçant les restes d'un précédent mort vers une fosse commune. 
Les arcades de la galerie sont décorées de médaillons à portraits « alla robbiana ».

### Un modèle pour Le Corbusier
L'architecte Le Corbusier, qui s'appelait encore Charles-Édouard Jeanneret, visita à deux reprises la chartreuse (voyages de 1907 et 1911) qui joua un rôle décisif dans sa conception de l'habitat idéal ; Au travers de dessins et de textes, Le Corbusier évoque, à plusieurs reprises, la configuration des logements des moines dont il s'inspirera d'abord pour le projet d'immeubles-villas (1922) puis pour les unités d'habitation (Marseille 1948-1952).

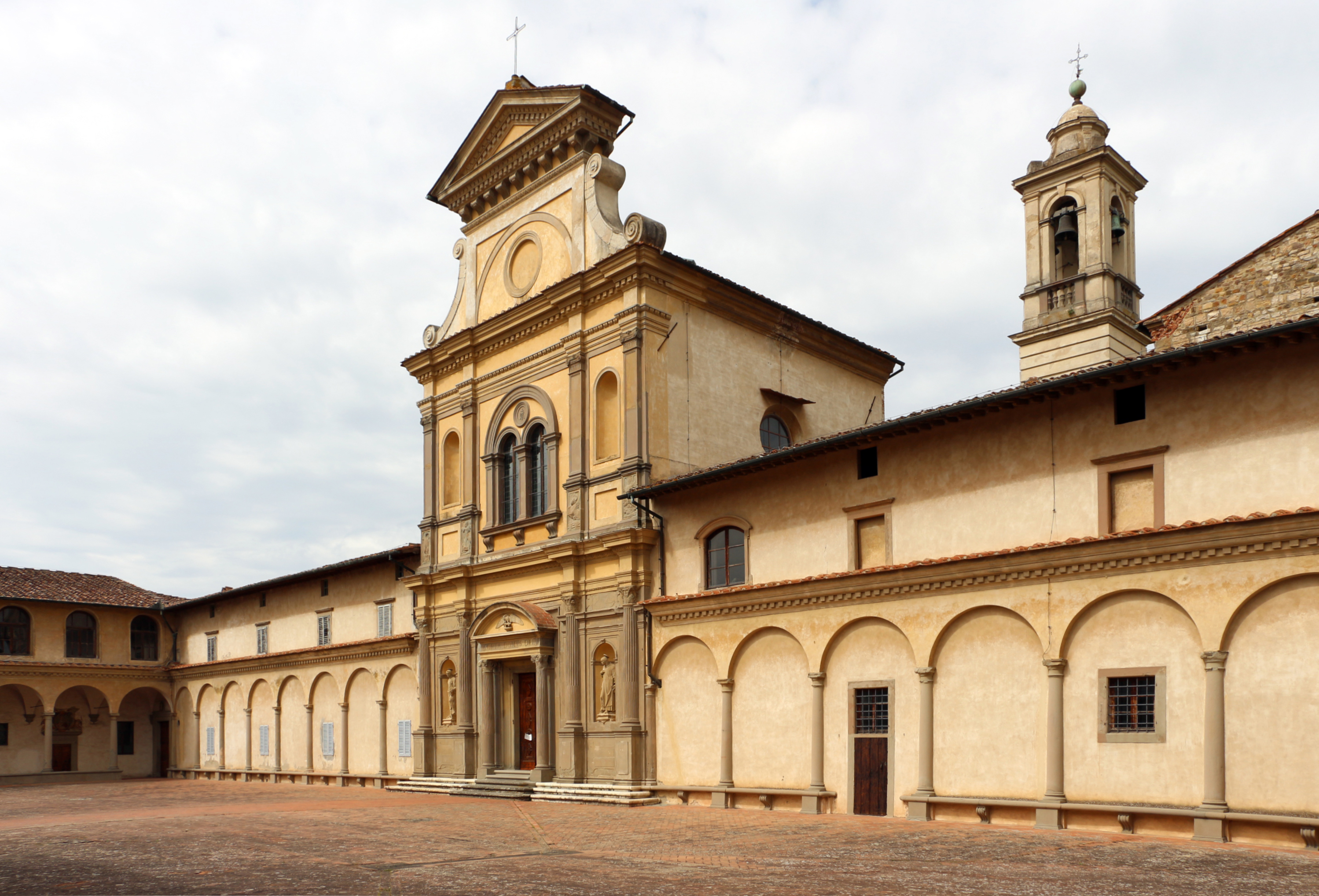
L'église Saint-Laurent
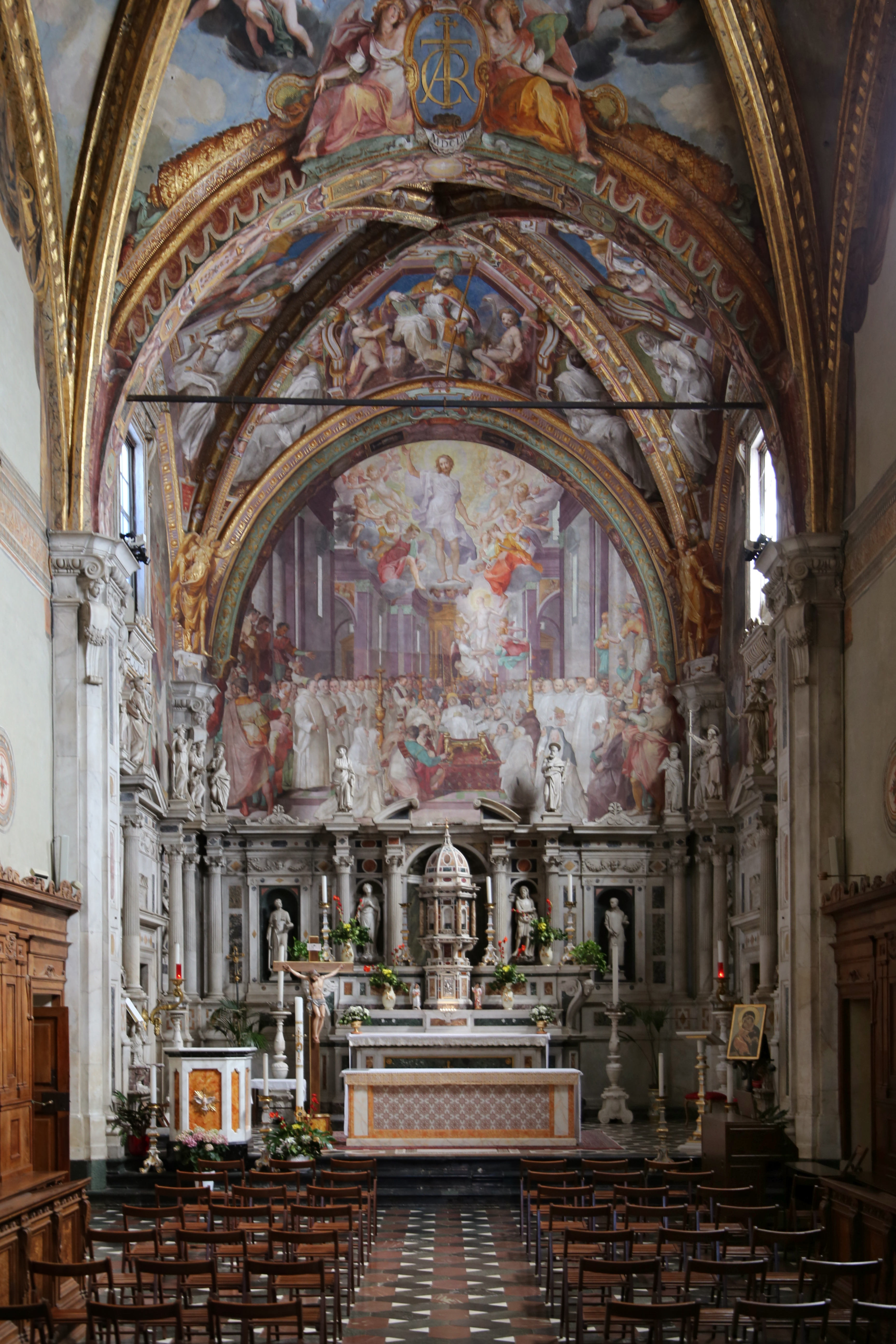
L'autel
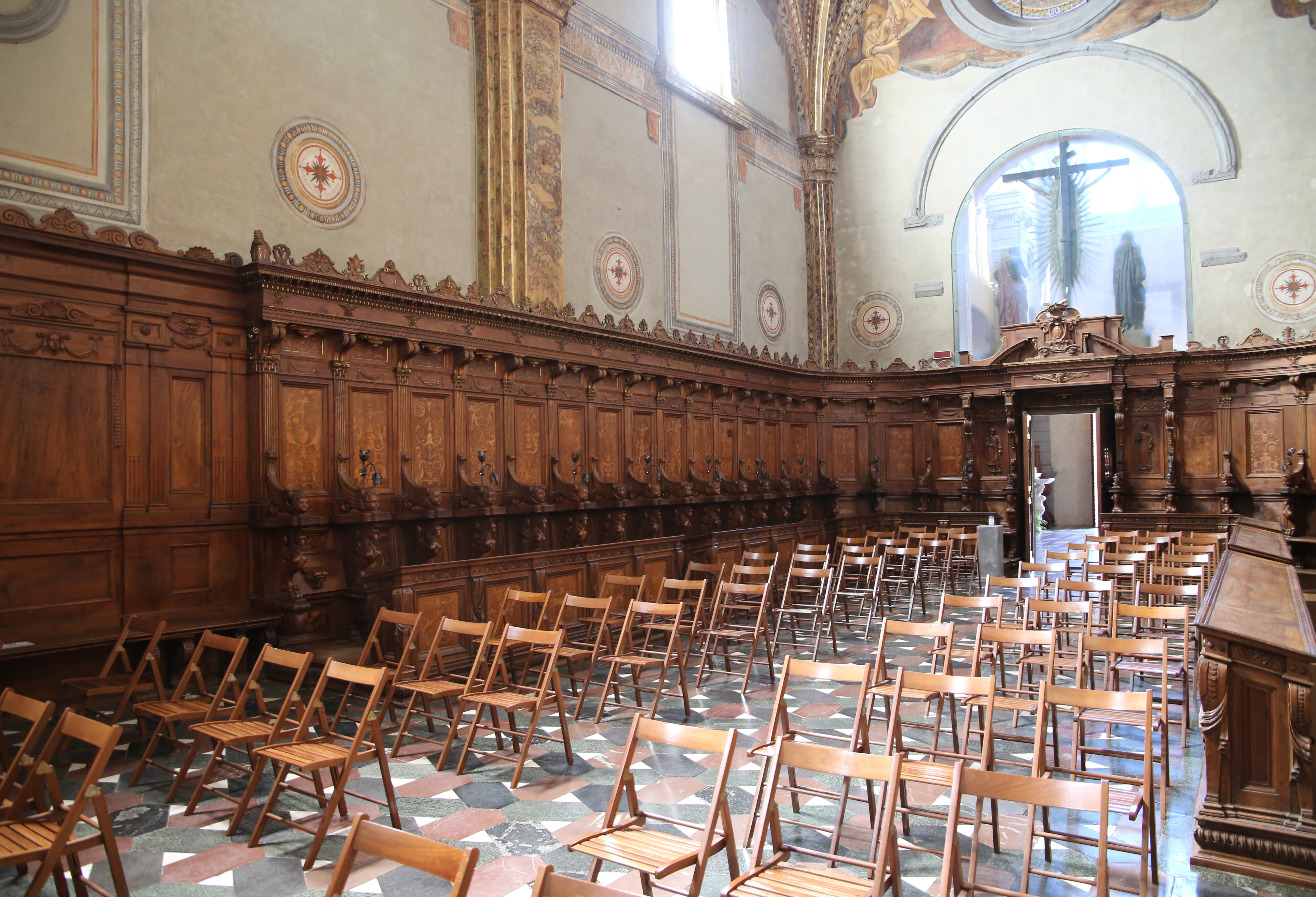
Le chœur
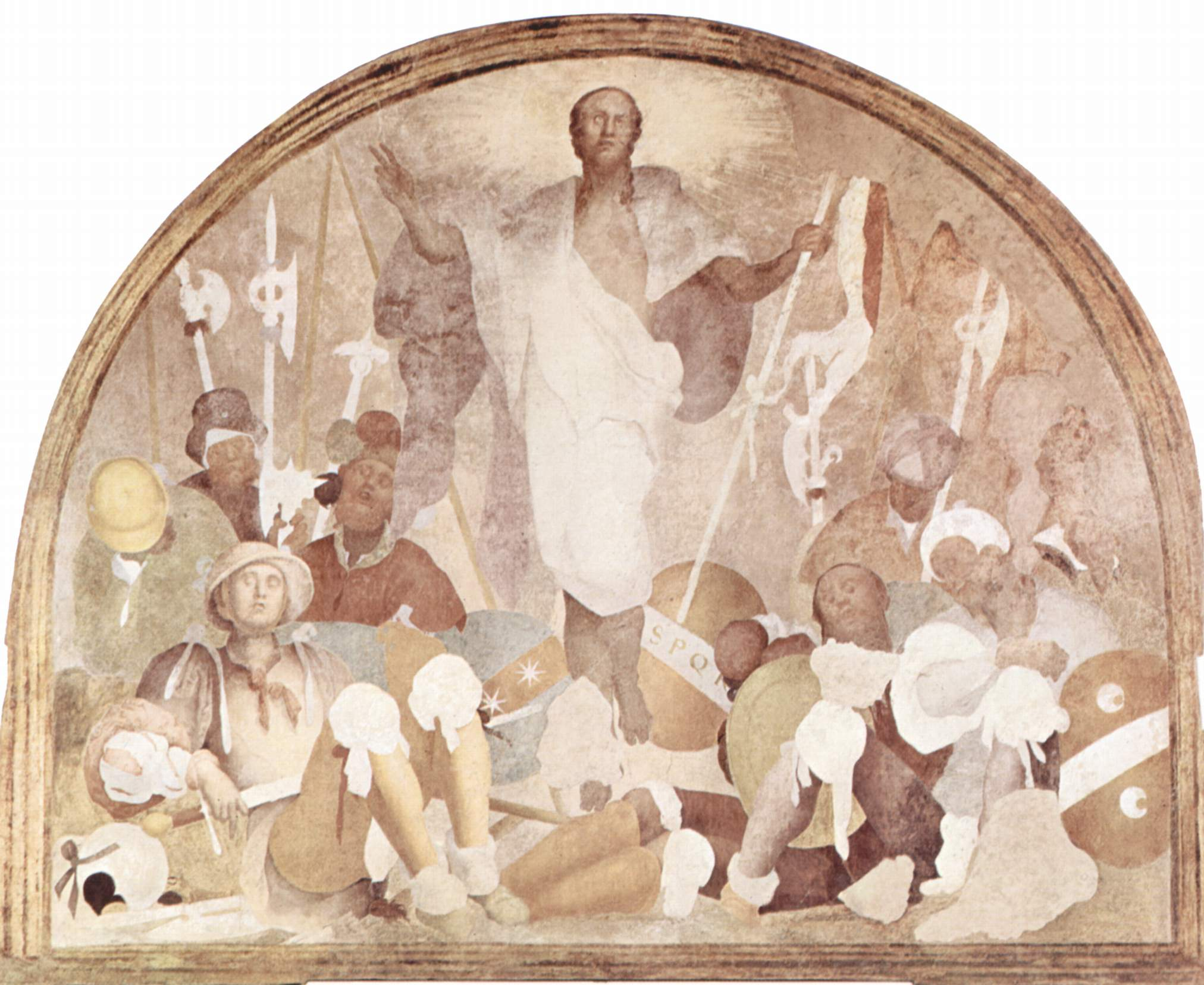
Resurrezione du Pontormo.
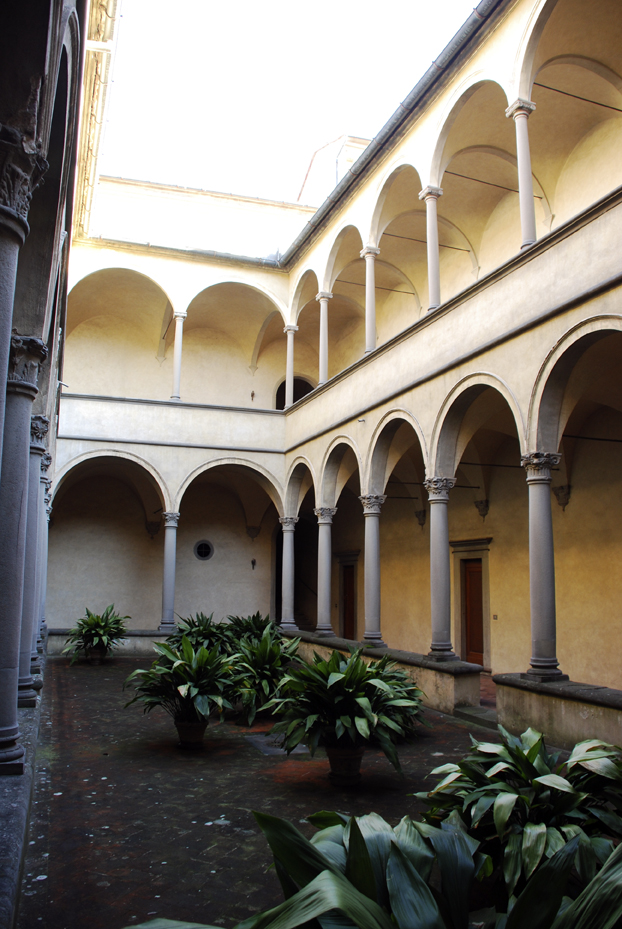
Le petit cloître
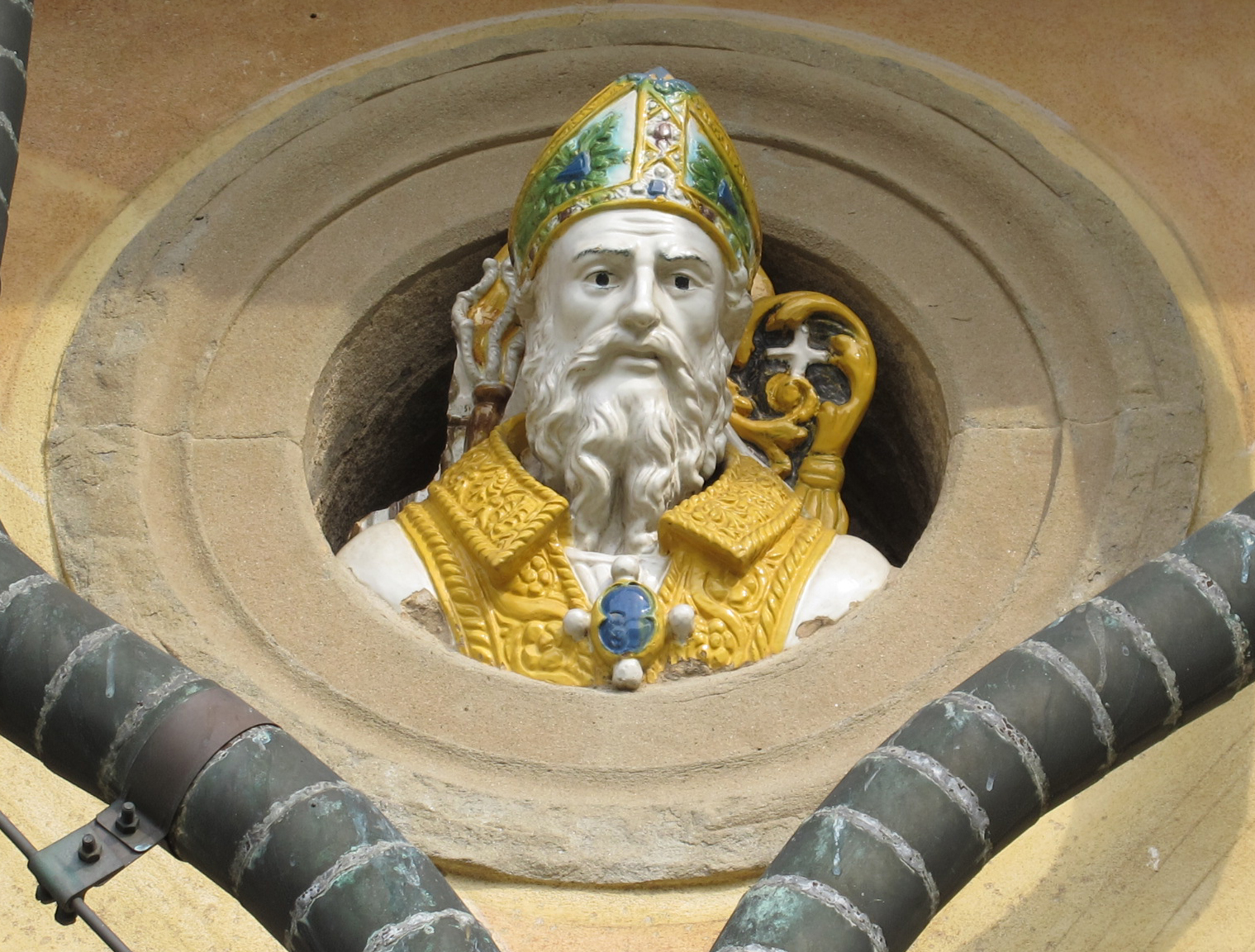
Décoration des arcades du cloître
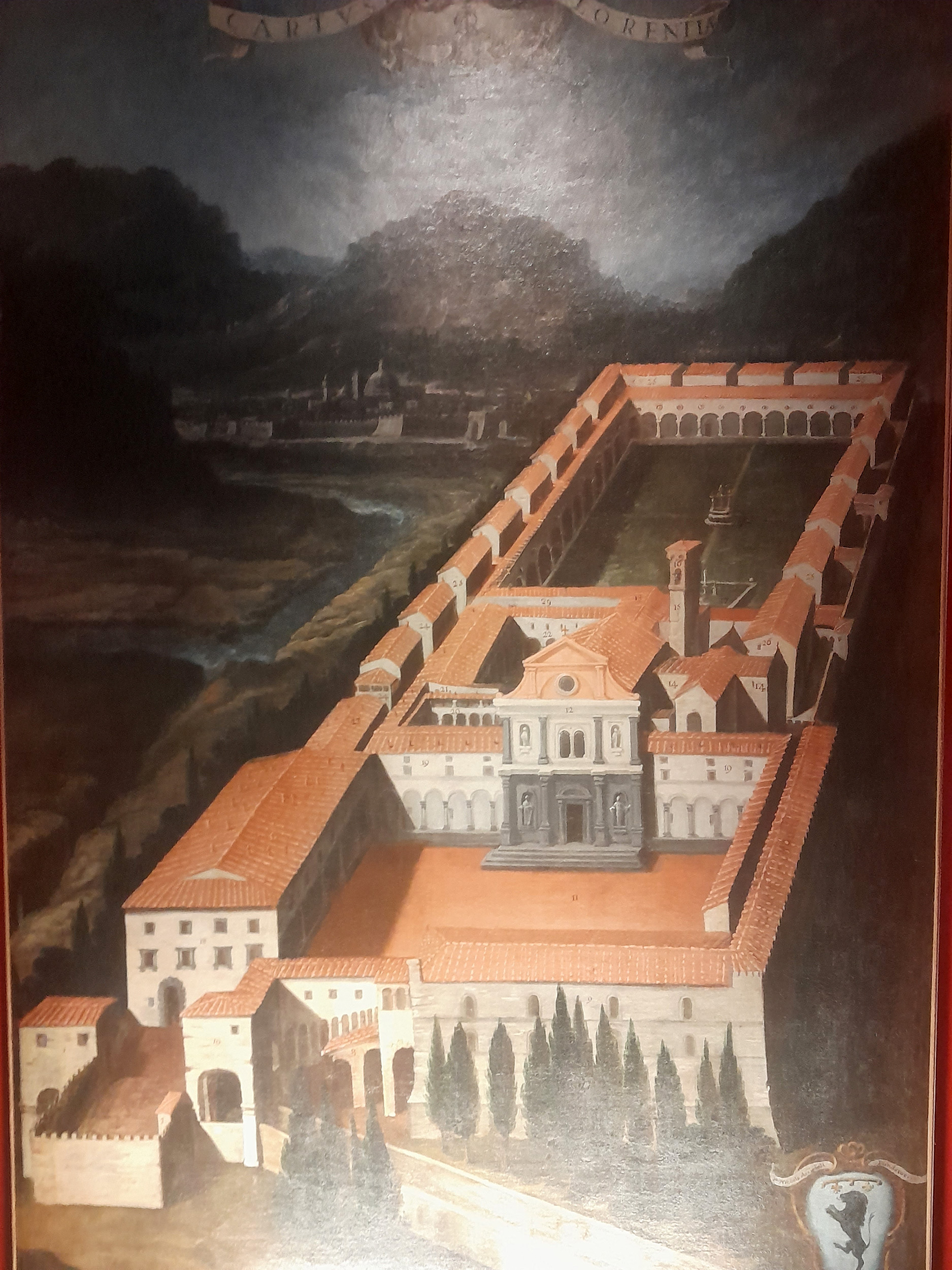
Carte (tableau) de la chartreuse à la fin du XVIIe siècle.